# Square Louvois

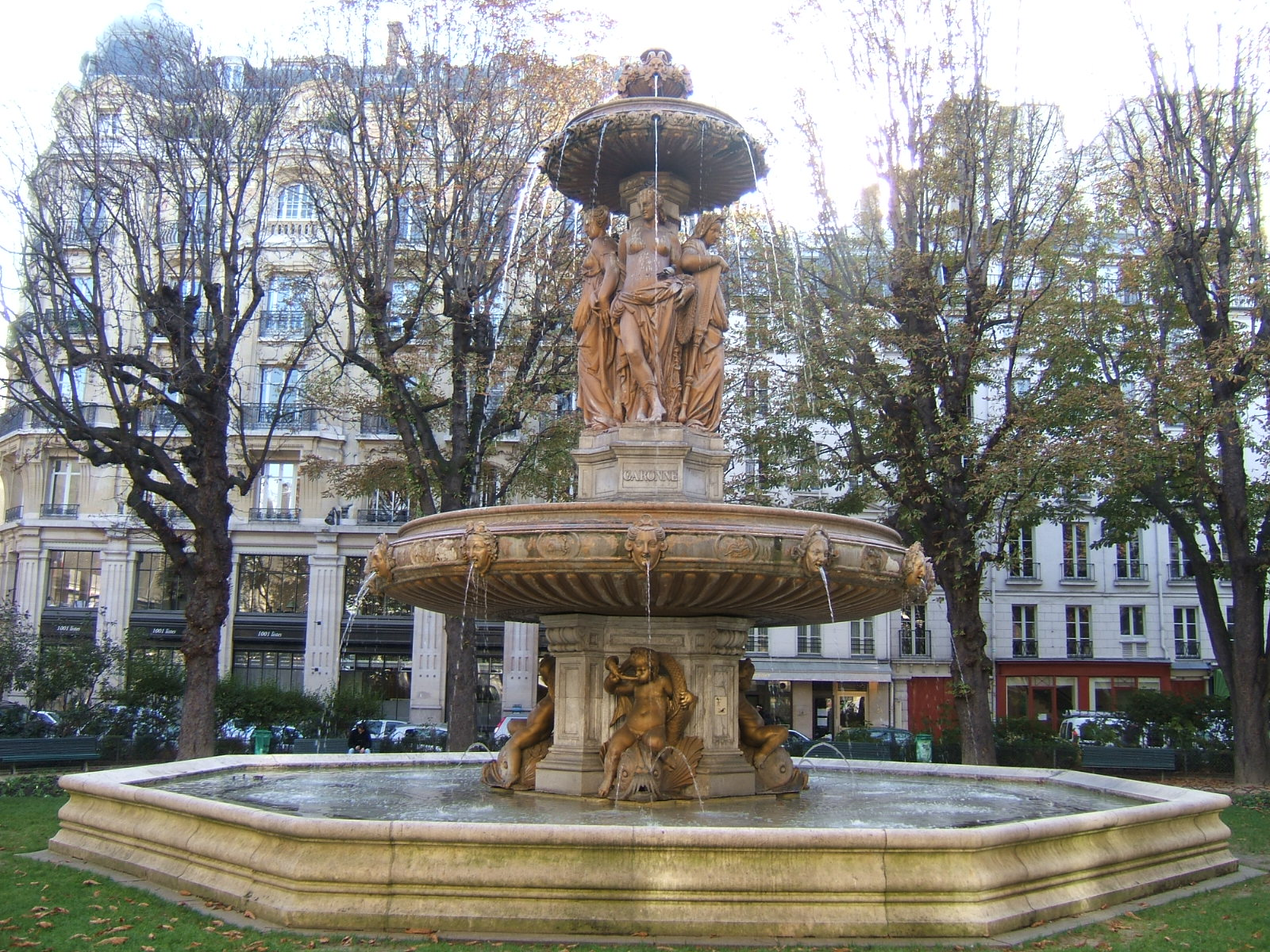
Font vista des de l'square Louvois

L'square Louvois és una plaça de París, situada al 2n districte. Deu el seu nom a l'antic hotel del  marquès de Louvois.
La plaça ocupa l'emplaçament de la sala de la rue de Richelieu de l'òpera de París. El 1820, el  duc de Berry fou assassinat a la sortida de l'Òpera. Nebot del rei Lluís XVIII i segon fill del comte d'Artois, futur Carles X, era l'única persona que encara podia donar un hereu a la família reial.  Maria Carolina de Borbó-Sicília donà tanmateix a llum a Enric d'Artois set mesos més tard.
L'Òpera fou destruïda per construir-hi al seu lloc una capella, projecte abandonat després de la revolució de 1830.
El 1844, l'arquitecte francès Louis Visconti va realitzar, a petició de  Lluís Felip I, la  font Louvois. Està composta d'escultures femenines realitzades per Jean-Baptiste Klagmann que simbolitzen quatre grans rius francesos: el Sena, la Garona, el Loira, i la Saona.
El lloc ha estat reorganitzat en plaça per l'arquitecte Gabriel Davioud i l'enginyer Jean-Charles Alphand que va condicionar diversos espais verds sota Napoleó III. La plaça que s'estén sobre 1925 m² va ser inaugurada el 15 d'agost de 1859, en ocasió de la festa de Napoleó III, al mateix temps que el pont de Solférino (l'actual passerelle Léopold-Sédar-Senghor).

## Localització
La plaça està emmarcada per la rue de Louvois al nord, la rue de Richelieu a l'est, la rue Rameau al sud i la rue Lully a l'oest. Està situada davant la Biblioteca nacional de França. El segon districte, que és el districte de París que compta amb la superfície més petita d'espais verds, compta amb una altra plaça, l'square Jacques-Bidault.